# Санктум
«Са́нктум» (англ. Sanctum) — американо-австралийский триллер в формате 3D, рассказывающий о приключении группы спелеологов, подвергшихся опасности в неизведанных глубинах пещеры. Мировая премьера состоялась 3 февраля 2011 года.

## Сюжет
Команда спелеологов во главе с Фрэнком в течение месяца исследует пещеры Эса’ала в Папуа — Новой Гвинее, цель экспедиции — найти путь через пещеру к морю. Финансирует экспедицию Карл, который прибывает в пещеру с подругой Викторией и сыном Фрэнка. Аппараты, которые исследовали пещеру, не нашли выхода к морю, но Фрэнк вместе с коллегой-дайвером обнаруживает заваленное камнями отверстие, разобрав его, открывается новый ход, но из-за несчастного случая под водой коллега Фрэнка погибает.
Начинается шторм, спелеологи пытаются подняться наверх, но пещеру начинает заливать, и двое из них — Джош, сын Фрэнка, и местный житель-проводник Лука — решают вернуться на базу в пещеру, они пытаются помочь оставшимся выбраться, но из-за потока воды в пещере начинается движение глыб, путь обрывается, Лука падает с высоты и получает множественные травмы, несовместимые с жизнью, Джош находит его тело, Фрэнк принимает страшное для всех решение прервать жизнь Луки, утопив его. Единственной возможностью выбраться из пещер теперь является поиск неизвестного выхода.
Команда — Фрэнк, Джош, Карл, Виктория, Джордж-ассистент Фрэнка — вынуждена искать другой путь. Они преодолевают найденный ранее подводный лабиринт, находят водяной пузырь, выбираются на сушу. У Джорджа начинается кессонная болезнь, он выбирает уйти вглубь пещеры, чтобы умереть. В процессе сложного перехода Виктория запутывается в верёвке, достаёт нож, чтобы себе помочь, но по ошибке режет верёвку, падает в бурлящую воду и погибает. Карл предаёт Фрэнка и Джоша и бежит с единственным ребризером. Фрэнку и Джошу удаётся найти другой путь, они встречают Карла, Фрэнк говорит Карлу, что после того, как он их предал, пусть делает, что хочет, они обойдутся без него, Карл нападает на Фрэнка и ранит его, Джош приходит на помощь, Карл прыгает в воду. Отец Джоша, понимая, что смертельно ранен, просит сына помочь ему не мучиться, Джош выполняет просьбу отца. Джош ищет выход под водой, находит погибшего Карла, воздух в баллоне кончается, Джош теряет сознание, но услышав внутренний подбадривающий голос отца, находит силы и всплывает на поверхность.

## В ролях
- Йоан Гриффит — Карл
- Ричард Роксбург — Фрэнк
- Риз Уэйкфилд — Джош
- Элис Паркинсон — Виктория
- Дэниэл Уилли — Джордж
- Кристофер Бэйкер — Джей Ди
- Элисон Крэтчли — Джуд

## Факты
- В фильме использовалась такая же техника съёмки, как и в «Аватаре»[2].
- Сюжет фильма основан на реальных событиях[3]. За образец входа в пещеру была взята пещера Ласточек (исп. Sótano de las Golondrinas), которая находится в Мексике[4].
- В переводе с латыни sanctum — «святое», а с английского — «святилище».
- В начале фильма, во время полёта на вертолёте над джунглями, Карл напевает мелодию «Полёта Валькирий» — отсылка к фильму Фрэнсиса Форда Копполы «Апокалипсис сегодня»[5].
- В фильме цитируется фрагмент поэмы Сэмюэля Тэйлора Кольриджа «Кубла-хан, или Видение во сне»[6][7]:

In Xanadu did Kubla Khan

A stately pleasure-dome decree,

Where Alph, the sacred river, ran

Through caverns measureless to man

Down to a sunless sea.
В русском дубляже используется стихотворный перевод Константина Бальмонта:
В стране Ксанад благословенной

Дворец построил Кубла Хан,

Где Альф бежит, поток священный,

Сквозь мглу пещер гигантских, пенный,

Впадает в сонный океан.

## Отзывы
Фильм получил смешанные отзывы кинокритиков:
- Rotten Tomatoes — 30 % положительных рецензий из 165 и средний рейтинг 4,5 из 10[9].
- Metacritic — 42 балла из 100 на основе 33 обзоров[10].
- Роджер Эберт оценил фильм в 1,5 звезды из 4-х[11].